# هامش التشغيل

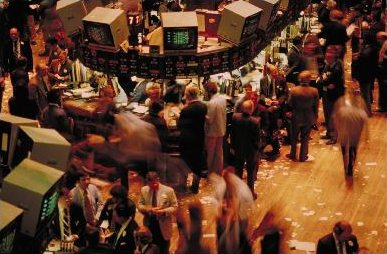

هامش التشغيل (بالإنجليزية: Operating margin)‏ هو مقياس لكفاءة الشركة في التشغيل ومدى مدخولها من إيرادات المبيعات. يحسب رياضياً على أنه نسبة دخل التشغيل ولكن قبل احتساب الفوائد والضرائب والزكاة إلى صافي المبيعات:

هامش التشغيل = (دخل التشغيل ÷ صافي المبيعات)×100

## كيف يُفسر هامش التشغيل؟
هامش التشغيل يعطي المحللين فكرة عن ماحققته الشركة (قبل احتساب الفوائد والضرائب والزكاة) على كل وحدة نقدية مثلا ريال من المبيعات، ولتحديد جودة الشركة استناداً على هامش التشغيل، لا بد من أن ندرس مدى التغير فيه مع مرور الوقت بالنسبة للشركه ذاتها ومقارنتها مع النتائج السنوية أو الفصلية للشركات المنافسة.
إذا كان هامش التشغيل في ازدياد، فإن ذلك يعني أن الشركة تكسب المزيد من كل وحدة نقدية من المبيعات، وعلى ذلك يمكننا القول أن كلما ارتفع هامش التشغيل للشركة كلما كان ذلك أفضل، فالهامش التشغيلي الجيد مهم للشركة لتكون قادرة على دفع تكاليف الأصول الثابتة، مثل الفوائد على الديون، فعلى سبيل المثال، إذا كان هامش التشغيل للشركة «س» بنسبة 12% فإن ذلك يعني أنها تحقق 0.12 وحدة نقدية (قبل احتساب الفوائد والضرائب والزكاة) مقابل كل وحدة نقدية من المبيعات.

## طريقة حساب هامش التشغيل
يمكن التوصل إلى قيمة هامش التشغيل للشركة «س» عند إعداد قائمة الدخل لغرض معرفة صافي الربح أو الخسارة
الأقسام الرئيسية لقائمه الدخل هي:
1. إيراد المبيعات
2. تكلفة المبيعات
3. إجمالي الربح والخسارة
4. مصروفات التشغيل
5. صافي الدخل

يعالج بالجزء الأول كل ما يتعلق بإيراد المبيعات، فيوضح في رأس القائمة إجمالي المبيعات ثم يطرح منها مردودات ومسموحات المبيعات والخصم المسموح به، فيبقى صافي المبيعات، ويعالج في الجزء الثاني كل ما يتعلق بتكلفة المبيعات، فيبدأ بالمخزون السلعي أول المدة ويضاف إليه صافي المشتريات، ونصل إلى صافي المشتريات بعد إضافة مصروفات نقل المشتريات وما في حكمها وطرح مردودات ومسموحات المشتريات والخصم المكتسب من المشتريات، ومجموع صافي المشتريات مع بضاعة أول المدة يكون ما يعرف بالبضاعة المتوفرة أو المتاحة للبيع، ثم يطرح المخزون السلعي آخر المدة لنصل إلى تكلفة المبيعات، أما الجزء الثالث فيظهر إجمالي الربح «الخسارة» وهو ما ينتج عن طرح تكلفة المبيعات من صافي الإيراد المبيعات فإذا زاد صافي إيراد المبيعات عن تكلفة المبيعات فإن الناتج إجمالي الربح، وإن زادت تكلفة المبيعات عن صافي المبيعات فإن الناتج إجمالي خسارة، ويعالج في القسم الرابع من قائمة الدخل مصروفات التشغيل، وتنقسم مصروفات التشغيل إلى قسمين رئيسيين هما:
1. المصروفات البيعية
2. المصروفات الإدارية والعامة

ويقصد بالمصروفات البيعية كل ما صرفته المنشأة أو التزمت بصرفه من أجل إتمام عملية البيع، ومن أمثلة ذلك رواتب أجور موظفي إدارة المبيعات ورجال البيع، ومصروفات نقل المبيعات مصروفات الإعلان وما شابه ذلك، أما المصروفات الإدارية العامة فيظهر بها المصروفات التي تتعلق بإدارة أمور المنشأة ومن أمثلة ذلك رواتب وأجور الموظفين والعمال الذين لا يعملون في إدارة المبيعات، وإيجار أو استهلاك مقر الإدارة، الكهرباء، والهاتف والمياه والغاز، مصروفات العلاقات العامة التي لا تتعلق مباشرة بفروع المبيعات، وما شابه ذلك من مصروفات، ثم تطرح المصروفات البيعية والعامة من إجمالي الربح لنصل إلى الجزء الخامس من قائمة الدخل، وهو صافي الدخل (الخسارة) قبل اعتبار الضرائب والفوائد والزكاة فإن كان مجموع المصروفات البيعية والإدارية والعامة أقل من إجمالي الربح فإن الصافي يظهر ربحاً، وإن كان هناك إجمالي خسارة أو أن المصروفات البيعية والإدارية والعامة أكثر من إجمالي الربح فإن الناتج النهائي يكون صافي خسارة.
الجدول التالي يوضح كيفية حساب هامش التشغيل
|                        | 2004 | 2005 | 2006  |
| ---------------------- | ---- | ---- | ----- |
| صافي المبيعات          | 6921 | 8490 | 10711 |
| تكلفة المبيعات         | 5319 | 6451 | 8255  |
| إجمالي الربح أوالخسارة | 1602 | 2039 | 2456  |
| إجمالي مصاريف التشغيل  | 1161 | 1520 | 1966  |
| دخل التشغيل            | 441  | 519  | 490   |
| هامش التشغيل           | 6%   | 6%   | 5%    |

أخيراً يجدر بي الإشارة إلى أنه في أغلب الأحيان، التدفقات النقدية الغير مسترجعة، مثل تقديم مساعدات نقدية تدفع إلى تسوية في الدعوى القضائية، مستثناة من حساب هامش التشغيل لأنها لا تمثل الأداء التشغيلي الحقيقي.